# Vitreorana franciscana
Vitreorana franciscana es una especie de anfibio anuro de la familia Centrolenidae.

## Distribución geográfica
Esta especie es endémica de Minas Gerais en Brasil. Se encuentra en los municipios de Vargem Bonita y Presidente Olegário.

## Descripción
Los machos miden de 22 a 24 mm.

## Etimología
El nombre de la especie le fue dado en referencia al lugar de su descubrimiento, el río São Francisco.

## Publicación original
- Santana, Barros, Pontes, & Feio, 2015: A new species of Glassfrog genus Vitreorana (Anura, Centrolenidae) from the Cerrado Domain, southeastern Brazil. Herpetologica, vol. 71, n.º 4, p. 289–298.[3]